# Inès Granvorka
Inès Granvorka est une joueuse suisse de volley-ball née le 13 août 1991 à Morges (canton de Vaud). Elle mesure 1,79 m et joue au poste de réceptionneuse-attaquante. Elle est internationale suisse.

## Biographie
Elle est la fille de l'ancien international français Séverin Granvorka et de l'ancienne internationale suisse Mireille Cuendet, et elle est la demi-sœur de Frantz Granvorka, également ancien international français.

## Clubs
| Club              | De        | À         |
| ----------------- | --------- | --------- |
| VBC Cossonay      | 2004-2005 | 2008-2009 |
| VBC Cheseaux      | 2009-2010 | 2009-2010 |
| VBC Voléro Zurich | 2010-2011 | 2015-2016 |
| TSV Guin          | 2016-2017 | …         |

## Palmarès
- Championnat de Suisse (6)
  - Vainqueur : 2011, 2012, 2013, 2014, 2015, 2016.
- Coupe de Suisse (3)
  - Vainqueur : 2011, 2012, 2013, 2014.
- Supercoupe de Suisse (1)
  - Vainqueur : 2011